# 사비 토레스
사비에르 '사비' 토레스 부이그(Xavier 'Xavi' Torres Buigues, 1986년 11월 21일 ~ )는 스페인의 축구선수이다. CD 루고에서 뛰고 있다.